# Roméo Calenda
Pour les articles homonymes, voir Calenda (homonymie).
Roméo Calenda est un footballeur français né le 21 août 1972 à Meulan (Yvelines). Il joue au poste de milieu de terrain dans les années 1990 et 2000. Formé au Paris Saint-Germain, il effectue l'essentiel de sa carrière en deuxième division, à Châteauroux, Laval puis Valence.

## Biographie

### Formation et débuts au Paris SG
Roméo Calenda naît en région parisienne de parents italiens. Après des débuts à Aubergenville dans les Yvelines, il entre au centre de formation du Paris Saint-Germain à quatorze ans. En 1987, il dispute le Tournoi de Montaigu avec le Paris SG. Sélectionné en équipe d'Île-de-France cadets, il est champion de France cadets en 1988 avec le PSG, dans une génération dont les têtes d'affiche sont Richard Dutruel, Pascal Nouma et Francis Llacer. Il remporte en 1991 la seule Coupe Gambardella de l'histoire du Paris SG. Il est sous contrat stagiaire de 1992 à 1994.

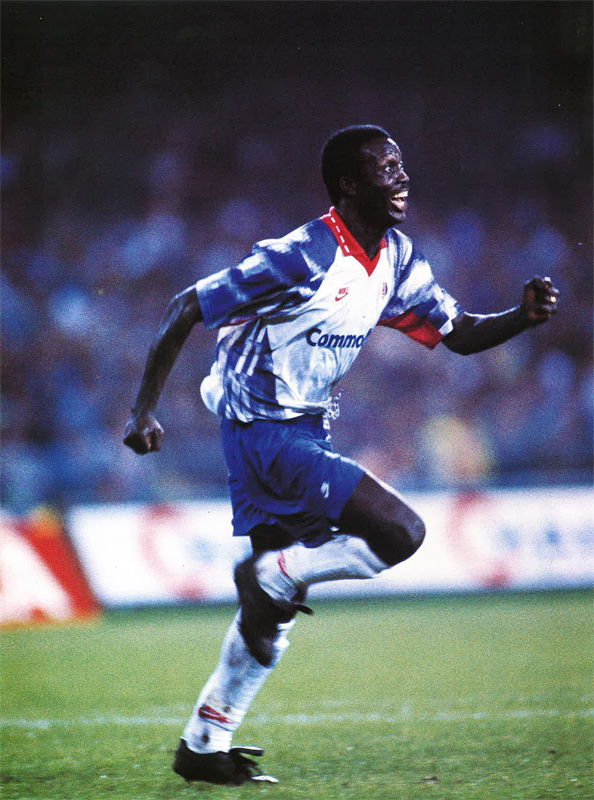
Pour ses débuts en D1, Calenda remplace George Weah.

En juin 1993 il participe à la Coupe du monde militaire au Maroc, aux côtés notamment de Jérôme Alonzo, Alain Boghossian et Frédéric Déhu. L'équipe dirigée par Roger Lemerre termine quatrième de la compétition. Calenda fait ses débuts en D1 quelques mois plus tard, à 21 ans. Cantonné à un rôle de réserviste au Paris Saint-Germain, il joue peu avec l'équipe première mais remporte le titre de champion de France de D1 en 1994.
Comme plusieurs jeunes Parisiens sous l'ère Denisot, Roméo Calenda est prêté à la Berrichonne de Châteauroux en Division 2, de 1994 à 1996. Élément majeur du dispositif de Victor Zvunka, il dispute 79 matches en deux saisons, au poste de milieu défensif. De retour à Paris en 1996, il n'apparait pas en D1 mais entre en jeu lors de la Supercoupe de l'UEFA face à la Juventus de Zidane.

### Carrière en D2 et National
À l'été 1997 il lui reste un an de contrat mais le Paris SG ne compte pas sur lui. Il signe en août 1997 un contrat de deux ans au Stade lavallois, convaincu par le passé prestigieux du club Tango et son vécu en deuxième division. Il y retrouve Jean-Marie Stephanopoli, avec lequel il a effectué sa formation au Paris SG. Il effectue deux saisons pleines à Laval, comme milieu défensif ou latéral gauche.
À l'issue de son contrat avec le Stade lavallois, il participe au stage estival de l'UNFP destiné aux joueurs sans contrat. Après un bref passage à Grenoble où il ne joue pas un seul match, il rejoint en janvier 2000 l'ASOA Valence. Il y reste cinq saisons et connait une descente en National suivie d'une remontée en Ligue 2. De 2002 à 2004, il est l'un des deux délégués syndicaux de l'UNFP au sein de son club,.
Au total il a joué un match en Division 1 et 178 matchs en Division 2, ainsi que deux matchs en Coupe des Vainqueurs de Coupes et un match en Supercoupe de l'UEFA.

### Reconversion
Il met un terme à sa carrière au haut niveau en 2005 après deux courts passages à Luçon en CFA2 puis au Stade poitevin, où il joue un seul match en CFA.
Il reprend une chocolaterie avec sa femme dans la région poitevine avant de rechausser les crampons au niveau amateur, à l'Espérance sportive Saint-Benoît, club situé dans la banlieue sud de Poitiers dont il est l'entraîneur-joueur de 2013 à 2016,.

## Parcours

### Joueur
- avant 1986 : Aubergenville
- 1986-1994 : Paris Saint-Germain
- 1994-1996 : LB Châteauroux (prêt)
- 1996-1997 : Paris Saint-Germain
- 1997-1999 : Stade lavallois
- juil.-déc. 1999 : Grenoble Foot 38
- janv. 2000-2004 : ASOA Valence
- nov. 2004-janv. 2005 : Vendée Luçon Football
- janv. 2005-juin 2005 : Stade Poitevin FC
- 2007-2016 : Espérance sportive Saint-Benoît

### Entraîneur
- 2013-2016 : ES Saint-Benoît

## Palmarès
- Champion de France de D1 en 1994 avec le Paris Saint-Germain
- Vainqueur de la Coupe Gambardella en 1991 avec le Paris Saint-Germain
- Champion de France cadets en 1988 avec le Paris Saint-Germain